# ساروجة

موقع حي ساروجة بالنسبة لأحياء دمشق

ساروجة أو سوق ساروجة    حي قديم في مدينة دمشق،  وهو أول منطقة من دمشق بنيت خارج أسوار المدينة القديمة في القرن الثالث عشر الميلادي.
وحسب التقسيم الإداري الحديث لمدينة دمشق فالتسمية أصبحت تطلق على منطقة تدار من قبل بلدية، وهي مقسمة بدورها إلى أحياء ومن ضمنها حي سوق ساروجة التاريخي.

## الإنشاء والتسمية
يذكر مؤرخون أن حي سوق ساروجة أنشئ في القرن الرابع عشر الميلادي في عهد الأمير المملوكي سيف الدين تنكز الذي مكث في دمشق طويلًا، وإليه ترجع الكثير من الآثار المعمارية. واسم الحي منسوب إلى أحد قادته وهو صارم الدين ساروجة المتوفي سنة 743 هـ - 1342 م واحتل الحي مكانة مرموقة فكان مجالًا للتنافس بين الأمراء المملوكيين الذين تسابقوا لبناء المنشآت فيه، فأشادوا المدارس والجوامع والحمامات التي لا يزال الكثير منها قائمًا حتى الآن وكانت المدرسة الشامية البرانية أساسًا لإنشائه حيث أخذ بالاتساع حولها تدريجيًا حتى اكتمل في عهد الأمير «تنكز» وأصبح له سوق خاص. يعتقد آخرون أن التسمية أتت من الكلمة التركية (Sarıca) والتي تعني أصفر اللون كما يذكر بعض الباحثين.

## لمحة تاريخية
بعد إنشاء هذا الحي في عهد المماليك تعرض للتخريب نتيجة صراعات الأمراء في الفترة المملوكية، وخاصة في عهد المماليك البرجية، مما أدى إلى دمار المدرسة الشامية البرانية برمتها. ازداد الحال سوءًا بعد احتلال تيمورلنك دمشق عام 803 هـ، فقد أصبح مكان الحي قاعدة لمنجنيقاته التي كانت تقصف قلعة دمشق ولم يقف الأمر عند هذا الحي فقد قام تيمورلنك بإحراق دمشق بما فيها حي ساروجة قبل أن ينسحب منها.

### إسطنبول الصغرى
مع انتهاء العصر المملوكي وبدء الحكم العثماني لدمشق أخذت الكثير من ملامح الحي والسوق تتبدل، ونظرًا لوقوع الحي خارج سور المدينة القديمة فقد تميز بسوقه الكبير ومنازله الواسعة وحماماته ومساجده الفخمة، وهذا ما دفع رجال الدولة العثمانية إلى التمركز فيه بعد أن أجلوا العائلات المملوكية منه وأطلقوا على الحي اسم (إسطنبول الصغرى) نسبة إلى الطبقات الأرستقراطية العثمانية التي كانت تقطنه كما يقول الأستاذ (إسماعيل ونوس).
في حي ساروجة مجموعة من المباني الأثرية التي تعطينا صورة حيّة عن تاريخ الحي ومنها المدرسة الشامية البرانية التي اكتسبت شهرة واسعة حيث كان الأمراء والعلماء يقيمون حفلات رسمية عند افتتاحها وإغلاقها وجامع الورد المعروف باسم (برسباي) نسبة للأمير المملوكي برسباي الناصري (نائب حلب وطرابلس في العهد المملوكي)، الذي شيد سنة 830هـ 1426 م ويُعرف أيضًا بجامع الورد والمدرسة المرادية البرانية التي أُقيمت في منزل الشيخ مراد علي البخاري وحمام الورد ويقع خلف جامع برسباي حيث يُعتقد أن الأمير صارم الدين ساروجة هو من بناه. وهناك مسجد الوزير الذي بناه الوزير أبو علي طاهر بن سعد المزدقاني وزير أمير دمشق - ظهير الدين طغتنكين الذي حكم دمشق بين عامي (498-522 هـ) ولم يبقَ من هذا المسجد اليوم إلا كتابة بالخط الكوفي وهذا نصها:
بسم الله الرحمن الرحيم عمل هذا المسجد المبارك في أيام مولانا الأمير الاسفسهلار الأجَّل السيد الكبير ظهير الدين عضد الإسلام ومعتمد الدولة وشرف الملة وفخر الأمة قوام الملوك عماد الأمراء أمير الجيوش ناصر المجاهدين قتلغ أتابك أبي منصور طغتكين سيف أمير المؤمنين - فرحم الله من صلى فيه ودعا له بالتأييد والنصر، أعز الإسلام وأذل الشرك ورحم الله عبده الوزير الفقير إلى رحمة الله أبا علي طاهر بن سعد بن علي المزدقاني. بناه وفي سبيل الله أنفق عليه من خالص ماله.

## إحصائيات
يجدر بالذكر أنه من خلال دراسة الإحصاءات المختلفة التي أجريت عام 1933 م - 1934 م لإعداد المخطط التنظيمي الأول لمدينة دمشق يمكن ملاحظة الكثير من الأمور التي انفرد فيها هذا الحي عن غيره من الأحياء: (أعلى نسبة لتلاميذ المدارس كانت في ساروجة، عدد النساء يشكل تقريبا ثلثي عدد السكان الإجمالي في المنطقة وهذه حالة فريدة وخاصة جدا، وتبين الإحصاءات أنه لم يكن يوجد أي حيوانات في هذا الحي، كما تبين أن نسبة حوادث السير في ساروجة هي الأدنى في دمشق (تقرير مخطط دمشق دانجيه وبانشويه 1936)).

## معالم الحي

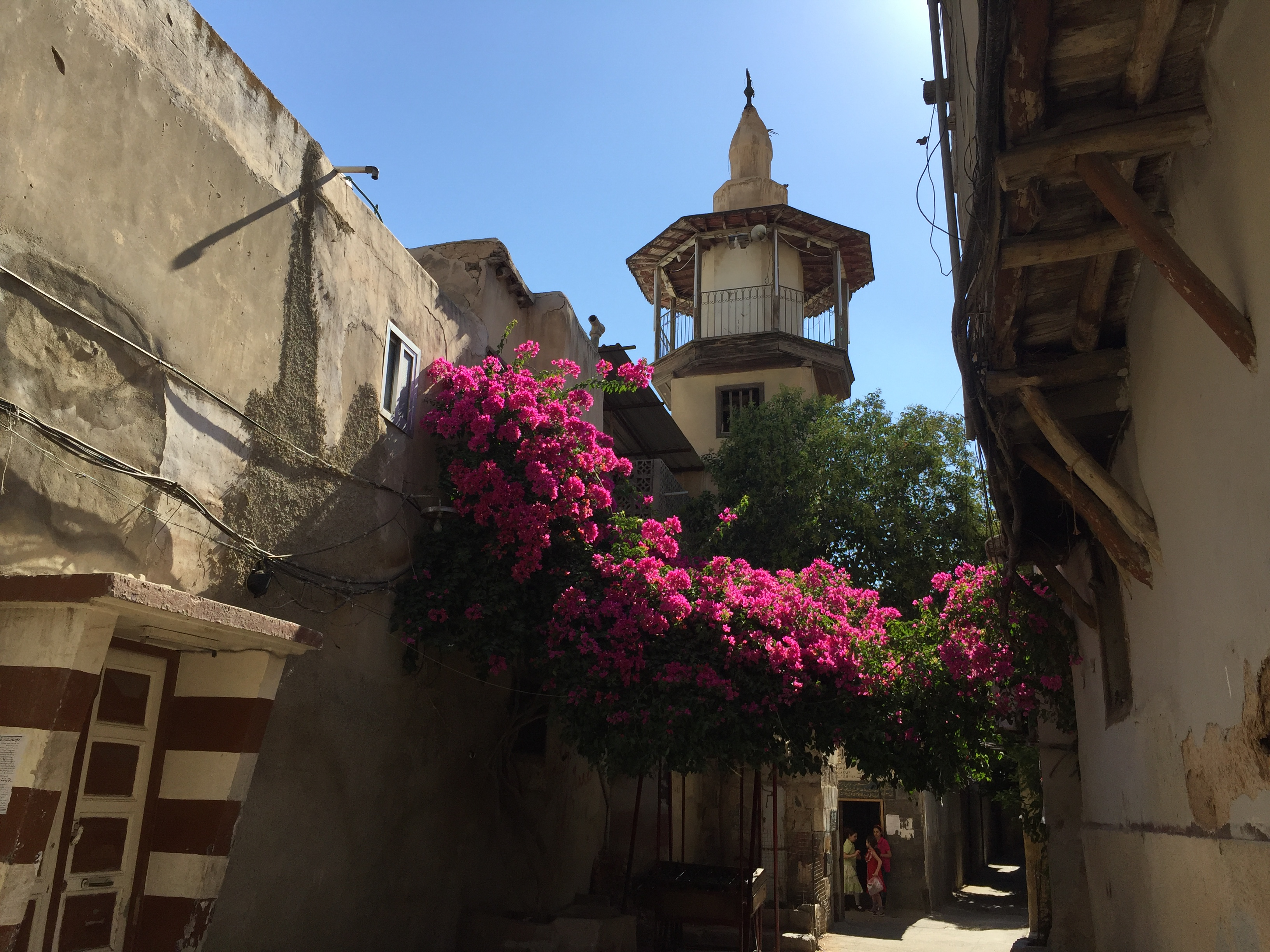
مئذنة جامع الجرن الأسود، ساروجة، دمشق

يتألف حي سوق ساروجة من المحور الرئيسي وهو السوق أو السويقة ويتفرع عن هذا المحور عدد من الحارات التي تنبثق عنها أيضا عدد من الدروب والأزقة الثانوية. لم تكن منطقة ساروجة تاريخيا تحتل مركز المدينة أو وسطها، فهي تقع خارج أسوار المدينة وإلى الشمال الغربي من قلعة دمشق وكان يحدها من الشمال منطقة البساتين الزراعية وعين الكرش أما من الشرق فيحدها العقيبة والعمارة البرانية (سوق الهال القديم) ومن الجنوب البحصة والسنجقدار، ومن الغرب البحصة البرانية والشرف الأعلى.
كان هذا الحي يشكّل مع جواره تكاملا عمرانيا هاما خاصة بالنسبة للتطور العمراني والتاريخي لمدينة دمشق، كما أن الحدود التي كانت تفصل بين منطقة ساروجة والمناطق الأخرى المجاورة لها (العقيبة، العمارة، البحصة) كانت غير واضحة تماما فيزيائيا وتغلب عليها صفة الحدود الإدارية والاجتماعية.
إن المحور الواصل من باب العمارة في المدينة القديمة إلى العقيبة فسويقة ساروجة ليفضي إلى منطقة الصالحية في جبل قاسيون يعتبر أحد المحاور التاريخية الهامة في دمشق، حيث كانت هذه الأرياض (الأحياء الموجودة خارج الأسوار) تتصل من خلاله مع أسواق المدينة وجامعها الكبير وبقية الفعاليات المركزية الأخرى. قطع هذا المحور قد قطع عند فتح شارع الثورة.
كان الدخول إلى هذه الأحياء محددا ببوابات معينة، فلقد كان لساروجة بوابتان تسمحان بالدخول مباشرة إلى هذا الحي، إحداهما كانت بوابة الصالحية وهي التي كانت تصل بين ساروجة ومحلة الصالحية وبساتينها. أما البوابة الأخرى فكانت من الجهة الشمالية الغربية وهي بوابة عين الكرش التي كانت تصل إلى منطقة البساتين والأراضي الزراعية.
أما دخول حي ساروجة من جهة الجنوب فقد كان يستوجب القدوم من البوابة الواصلة بين بوابة بين النهرين (ساحة المرجة) ومحلة البحصة، أو المرور بجوزة الحدباء إلى حي ساروجة، كذلك كان من الممكن الدخول من البوابة الجنوبية الشرقية والمسماة بباب الآغا في محلة عين علي مرورا في زقاق القرماني للوصول إلى ساروجة.
لم يكن هناك أي منفذ مباشر لساروجة من البساتين المحيطة وكانت كما هو معروف تفتح دوما على أفنيتها كما تفتح أبوابها على أزقة الحي بينما تدير ظهورها للبساتين ومن هنا جاءت تسمية (قفا الدور).
مما تقدم يستدل على أن حي سوق ساروجة كان حيا سكنيا متكاملا فيه السويقة التي تفي بالاحتياجات الأساسية اليومية لسكانه، وقد ضم هذا الحي في القرن التاسع عشر الميلادي إضافة إلى دكاكين سوقه وإلى البيوت السكنية التقليدية ثلاث حمامات (الورد –الجوزة – الخانجي) إضافة إلى حمام القرماني. كذلك وجدت أربعة أفران وجامع بخطبة (الورد) وخمسة عشر مسجدا أو مصلى وطاحونة وعدد وفير من السبلان والأضرحة أو التُرب، كما أنه كان يوجد مقهى بجانب حمام الجوزة. مع ذلك، كانت علاقة هذا الحي مع المدينة داخل الأسوار علاقة قوية سواء من الناحية الإدارية أو الاقتصادية أو الدينية، إضافة إلى علاقاتها مع الأحياء المجاورة وخاصة العقيبة والبحصة والسنجقدار والشرف الأعلى ولا سيما في نهاية القرن التاسع عشر الميلادي وبداية القرن العشرون الميلادي.